# Gestion électronique des documents
 (janvier 2015).
Si vous disposez d'ouvrages ou d'articles de référence ou si vous connaissez des sites web de qualité traitant du thème abordé ici, merci de compléter l'article en donnant les références utiles à sa vérifiabilité et en les liant à la section « Notes et références ».
Pour les articles homonymes, voir GED et EDM.
Ne doit pas être confondu avec Système de gestion de contenu ou Gestion de contenu d'entreprise.

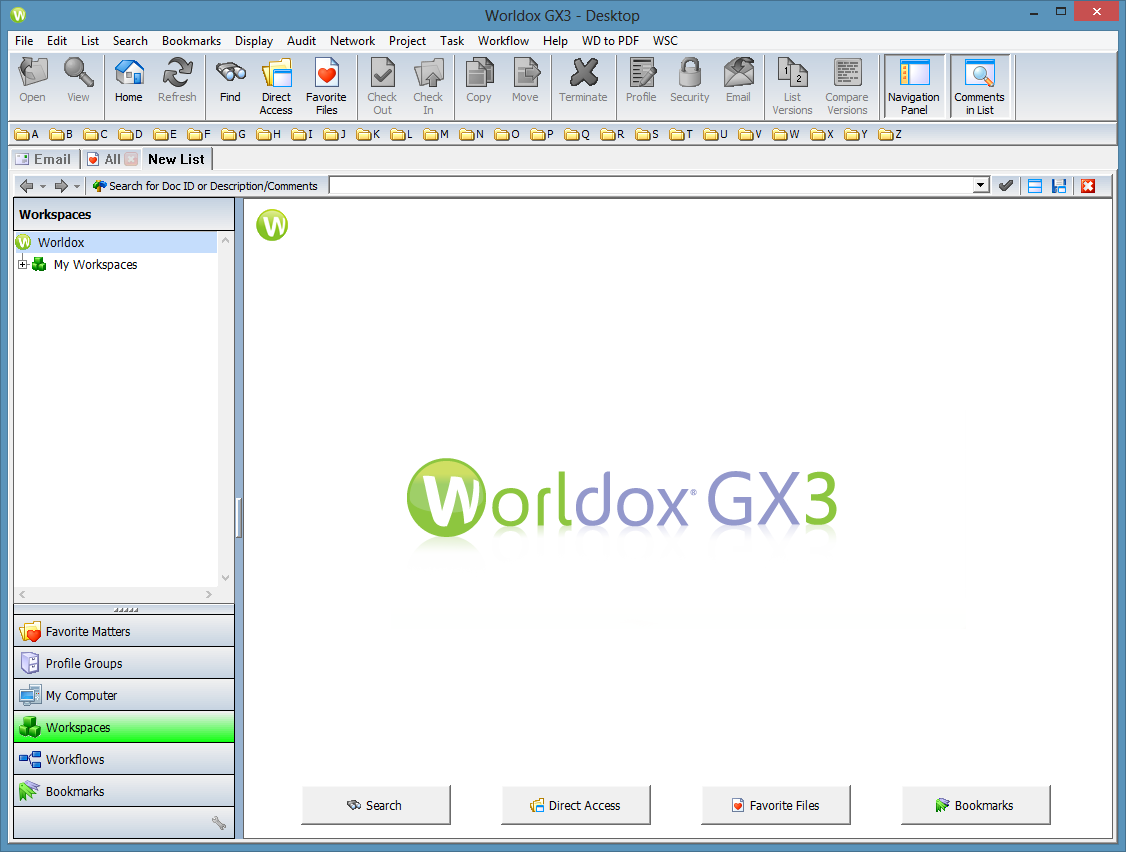
Logiciel de gestion de documents Worldox GX3 en utilisation

La gestion électronique des documents (GED ou en anglais DMS pour Document Management System ou EDM pour Electronic Document Management) désigne un logiciel informatisé visant à organiser et gérer des informations sous forme de documents électroniques au sein d'une organisation.
Les logiciels de GED intègrent d'autres fonctionnalités permettant de faciliter voire d'automatiser la gestion des documents. Parmi ces fonctionnalités, on trouve notamment des fonctions de LAD-RAD permettant la reconnaissance automatique des documents et l'extraction de données spécifiques, les fonctionnalités d'OCR pour permettre une recherche sur tous les éléments contenus dans les documents stockés, des systèmes de diffusion plus ou moins élaborés.

## Fonctionnalités
Ces solutions intègrent aussi bien souvent des processus de circuits de validation numérique plus connus sous le nom de workflows, qui permettent de réaliser l'ensemble du processus d'approbation d'un document de manière numérique.
Plus récemment, les solutions de GED peuvent intégrer des notions de travail collaboratif dont notamment des tchats documentaires et/ou des outils d'annotation des documents sous forme de calques apposés sur les documents.
Certaines GED offrent des fonctionnalités plus gadget mais parfois facilitant la vie des utilisateurs de découpage ou fusion de fichiers PDF.
L'une des principales distinctions entre les solutions de GED réside dans leur capacité ou non à créer ou éditer des documents en leur sein. Les GED les plus simples ne permettent que de stocker des documents et parfois pas toujours d'en visualiser simplement le contenu; les plus évoluées permettent de créer un document quel qu'en soit le type directement depuis la GED, et bien sûr ultérieurement de l'éditer facilement, sans avoir à le télécharger préalablement (ce qui reste un fonctionnement répandu dans les GED).
Le classement des documents dans une GED est basé soit sur un système d'arborescence relativement classique, soit sur un système d'index (des mots clés qui définissent les caractéristiques d'un document), soit par un mélange des 2.
La recherche des documents est bien souvent un point fort des solutions de GED.
La GED participe aux processus de collaboration, de capitalisation et d'échange d'informations. Elle prend en compte le besoin de gestion des documents selon leur cycle de vie, avec une étendue plus ou moins large selon le système (création, édition, finalisation, utilisation, stockage, archivage). Parfois, la gestion native et automatique des différentes versions des documents vient ajouter un élément essentiel à la gestion documentaire : la traçabilité totale des actions et la facilité de rétroaction ou de comparaison.
Les solutions et projets de GED peuvent permettre des gains en qualité et en coût rapide pour les organisations, qu'il s'agisse d'entreprises privées ou d'administrations. À titre d'exemple, le retour sur investissement d'un projet « standard » de dématérialisation de factures est inférieur à un an.
Une GED dispose de fonctions de classement / navigation et également d'un moteur de recherche qui permettent de retrouver les contenus gérés, au moyen de vues, de recherches structurées ou plein texte (« full text »).
Il existe quatre étapes majeures dans la gestion électronique des documents : acquisition, traitement, stockage et diffusion. Pour diffuser des documents nouveaux, il convient d'ajouter une cinquième étape : la conception.

## Acquisition des documents
Les documents sont importés dans les GED soit manuellement soit automatiquement. Manuellement, les possibilités sont :
- la création directement dans la GED, le document est créé, modifié et n'existe pas en tant que fichier distinct (en dehors des exports), c'est le mode de fonctionnement pour les GED totalement en cloud
- le glisser/déposer du fichier électronique
- le parcours d'arborescence et la fonction d'import de fichiers
- la possibilité d'utiliser la commande native Windows "enregistrer-sous" lorsque la GED peut être vue comme un répertoire réseau, ce qui permet notamment d'enregistrer directement dans la GED tout document, y compris des téléchargements internet par exemple (documentations utiles, factures..)

Les fonctionnalités d'import automatique sont plus variées :
- import automatique de tous les documents déposés dans un (ou plusieurs) répertoires (parfois avec une notion de filtre sur le nom ou le type de document). C'est ce procédé qui est le plus souvent utilisé en lien avec un scanner réseau pour récupérer sous format électronique les scans des documents papiers.
- import automatique depuis un ou des adresses mails soit de la totalité du mail, soit simplement du texte, soit simplement des pièces-jointes, soit du texte et des pièces jointes sous forme séparées mais souvent liées
- via des connecteurs avec des sites webs permettant de collecter par exemple de manière automatique les factures des fournisseurs les laissant à disposition sur leur site
- via des connecteurs à des systèmes spécifiques comme en France le système CHORUS PRO pour les factures des collectivités
- en connectant la GED à des systèmes informatiques externes comme des lecteurs réseau, des solutions d'hébergement cloud (drive); des ERP, des bases de données…

Dans le cas de l'intégration de documents papier, et sous réserve de bien décrire les processus de dématérialisation, les documents en papier peuvent ensuite être détruits (soit parce qu'ils n'ont pas d'intérêt, soit parce que la valeur probatoire des copies électroniques est certaine) ou archivés. Attention cependant, pour ce qui est des archives publiques, la copie électronique de document n'autorise pas obligatoirement sa destruction ;

## Organisation des documents
Les documents peuvent être organisés au sein de la GED soit dans une arborescence (faible plus-value) soit au travers d'un système d'index (également appelé méta données). C'est ce type de système que nous connaissons tous pour la description des morceaux de musique (artiste, compositeur, album, année, genre…). Il s'agit d'un corpus de mots décrivant le contenu du document et qui lui sont associés. L'immense avantage d'un système par index est qu'il permet une présentation des documents propres à chaque besoin (voir tous les morceaux de tel artiste, ou tous les morceaux de tel genre…) ce qu'un système d'arborescence ne permet pas par nature.
L'indexation permet également de catégoriser voire de décrire plus facilement des images ou des vidéos.

## Indexation automatique
L'un des enjeux majeurs actuels face à la masse de documents traités est l'automatisation des tâches.
En matière de GED, l'indexation automatique des documents permet de simplifier leur catégorisation et/ou d'en extraire des données pertinentes et utiles pour d'autres systèmes.
Souvent, une GED peut intégrer ou être complétée d'un outil de LAD/RAD (Lecture Automatisée de Documents/ Reconnaissance Automatisée de Documents). Ces outils vont reconnaitre dans une typologie de documents structurés donnée, typiquement les factures, quel est le type précis (pour les factures le fournisseur), c'est la RAD; ensuite, la solution va appliquer des règles de reconnaissance des données propres au type (le fournisseur ici) détecté et ainsi extraire par exemple pour les factures : SIRET, fournisseur, date de la facture, date de paiement, numéro de facture, montants HT,TTC, TVA, totaux voire par ligne, etc. Ces données pourront servir d'index (on pourra retrouver ainsi les factures de tel fournisseur, dans telle période de temps, et tel intervalle de montants ou contenant tel "mot clé") et pourront également être exportées, mises à disposition ou transmises à des systèmes tiers comme une solution de comptabilité.

## Intelligence Artificielle & contenus
L'analyse des contenus non structurés  (en anglais Content analytics ou Content analysis) permet de passer de la gestion à la valorisation des documents. L'analyse de contenu consiste à extraire de cette masse d’information une forme compréhensible et intelligible d’information. L’analyse syntaxique, sémantique et morphologique des contenus et la réconciliation sont alors possibles en prenant en compte l’identification des exceptions. Le résultat de ce travail ne serait pas audible sans la mise en œuvre de systèmes de représentation qui permettent une navigation progressive et multidimensionnelle dans la connaissance extraite. Les solutions d'analyse de contenus numériques proposent cette valorisation. La transformation des documents en indicateurs, d’indicateurs en tendances, de tendances en situations, de situations en décision, représente l’enjeu du marché du Content Analytics.
Les solutions les plus élaborées intègrent également des capacités dites d'Intelligence Artificielle. Celles-ci peuvent permettre :
- de comprendre l'indexation manuelle réalisée par les utilisateurs pour suggérer les index pour les documents similaires suivants
- de détecter des caractères spécifiques et importants de certains documents notamment les documents devant être classés comme confidentiels ou bien de documents intégrants des données personnelles au sens du RGPD.

## Circuit de validation
Les solutions de GED intègrent désormais toutes des circuits de validation ou workflow qui consistent à faire passer un document par différentes étapes auprès de différents utilisateurs ou groupes d'utilisateurs qui peuvent dès lors les valider.
Contrairement à un processus papier, les processus électroniques sont d'une part beaucoup plus rapide, la rencontre physique entre le document et le valideur n'étant plus nécessaire, et les étapes étant enchainées automatiquement, et d'autre part beaucoup plus fiable en ne pouvant pas être détournés si les solutions sont assez robustes et en étant en règle générale totalement traçables.
Selon les solutions, la définition des workflows est plus ou moins avancés entre l'utilisation de simples tampons « validé », « refusé »…, et des descriptions complètes, conditionnelles, avec des notions de durée, d'étapes sous étapes, retour en arrière, fonctionnement en cas d'absence, etc.
Avec une solution avancée, n'importe quel processus de fonctionnement peut être décrit, que ce soit un simple processus de validation d'un document interne (élaboration d'une plaquette...) ou un circuit plus complexe de process qualité par exemple, en passant évidemment par la validation du paiement de factures.
Le workflow lié à la validation d'un document est paramétrable et prend en compte les droits d'accès et les profils des utilisateurs du système ; il agit le plus souvent sur le statut, la version et la visibilité du document.
Les circuits de validation d'une GED peuvent aussi être requis dans le cadre des industries pharmaceutique et agro-alimentaires avec des contraintes normatives au niveau des signatures et de l'historisation (notamment conformité FDA, 21 CFR part 11).

## Diffusion des documents
Les solutions de GED permettent nécessairement de diffuser les documents vers l'extérieur. Selon les solutions et leur structure, les fonctionnalités peuvent être assez différentes sur ce point.
Voici les différents systèmes de diffusions rencontrés :
- envoi de document par lien hypertexte pointant sur la base (nécessite ou pas une licence utilisateur, lien éventuellement traçable)
- envoi de documents par mail, à l'unité mais aussi en masse
- envoi par courrier en éditique
- envoi via des solutions spécifiques comme Chorus Pro en France pour les factures destinées aux collectivités
- envoi vers un coffre-fort numérique pour les bulletins de salaire
- envoi pour signature électronique
- diffusion "papier", sur un point de consultation physique

Il est parfois possible d'envoyer facilement un lot de documents (par exemple des factures) via Chorus Pro si le destinataire est un établissement public, et sinon par mail si une adresse mail est renseignée ou à défaut par courrier, fonction des index des documents.

## Recherche des documents
La difficulté à localiser un document est probablement un des enjeux les plus basiques, transversaux et chronophages au sein des organisations. 46% des salariés trouvent qu'il est parfois ou souvent difficile de trouver le document qu'ils recherchent. En moyenne, il faut 18 minutes pour localiser un document ; un employé passe selon les sources 7,5 heures par semaine à 8,8 heures par semaine, 1,8 heure par jour.
Une GED facilite grandement la recherche des documents en intégrant un moteur de recherche plus ou moins puissant mais généralement toujours basé notamment sur une recherche dite plein-texte des documents en son sein (recherche sur n'importe quel mot ou expression contenue dans les documents). La plupart des solutions mettent en surbrillance le mot ou expression recherché dans les résultats de recherche proposés.
En outre, les solutions avancées offrent une détection de doublon, a posteriori (alerte après dépose, système peu efficace et assez chronophage) ou en amont (alerte au moment de déposer le document) limitant les résultats de recherche pouvant apparaître et la multiplicité des versions des documents. La capacité à proposer une visualisation des informations sous forme d'arborescence spécifique à chaque corps de métier permet également de faciliter l'accès à l'information à tous.
Selon une étude serdaLAB, l'amélioration de l'accès à l'information et le partage des informations sont les principales motivations dans les projets de gestion électronique de documents.

## Enjeux

### Amélioration de l'accès aux documents
La GED est avant tout la mise en œuvre d'une méthodologie de travail (collaboratif). Une petite, moyenne ou grande organisation qui n'envisagerait la GED que sous l'angle logiciel risquerait de connaître une perte financière énorme. C'est la mise en œuvre efficace de cette méthodologie qui est le garant du succès d'une solution de GED et non le produit « seul » qui ne sert que de « support » à cette méthode. Pour être correctement appliquée et efficace, toute solution de GED nécessite que l'on consacre un budget « prestation d'accompagnement et de mise en œuvre » en rapport avec l’investissement logiciel.
Bien qu'encore peu connue de la plus grande majorité des entreprises, notamment des PME et des TPE, la GED est un enjeu économique réel. Elle peut améliorer la rentabilité de l'ordre de 3 à 5 % (du chiffre d'affaires)[réf. nécessaire]. La ruée vers la GED découle du coût de la composante (traitement, production, stockage, recherche, etc.) dite « papier » dans une entreprise.

### Limites
Il est important de noter que la diversité des « contenants » ou des sources de données non structurées ou semi-structurées font que les enjeux associés à la GED deviennent de plus en plus complexes. Les entreprises doivent en effet tenir compte du volume croissant de contenus ou de données issus d’applications web, de systèmes de messagerie électronique (instantanée ou non), de formulaires ou catalogues électroniques, de nouvelles formes d’applications collaboratives comme les wikis ou les blogs, ou encore d’applications « rich media » incluant des images vidéos et du son.

## Histoire
Les prémices de la GED peuvent être perçus dès les années 1940 et années 1950.
Vannevar Bush imagine en 1945 les bases d'une machine, appelée le Memex, permettant d'archiver, de lier, d'annoter des documents multimédia, préfigurant la GED et les liens hypertexte.
Suzanne Briet pose en 1951 les premiers fondements de l'indexation par la production de métadonnées documentaires : elle décompose livre en unités plus élémentaires, et introduit la notion de « documents seconds » et de contenu « inter-documentaire ». De plus, elle considère qu'un document est un « objet qui informe quelle que soit sa forme matérielle ».
Le terme de GED apparaît dans les années 1980 pour désigner l'informatisation de la recherche de documents imprimés au sein de collections. Michael Buckland montre notamment l'impact de l'ordinateur sur la gestion des bibliothèques et la recherche d'information.
Les premières bases des outils de gestion électronique de documents apparaissent à la fin des années 1980 et dans les années 1990.
En 1995, le premier logiciel à avoir été développé pour la GED fut dénommé Taurus. Ce logiciel documentaire, créé pour les besoins de la documentation technique, présente aussi la particularité d’avoir été le premier logiciel directement développé sous Windows ; auparavant les logiciels étaient développés sous MS-DOS. Il fut inventé par Jacques Guérin. Un des plus grands projets mis en place grâce au logiciel Taurus consistait en la numérisation, le classement, le stockage et l'archivage des 740 000 documents composant les registres d’état civil de la mairie de Bordeaux. L'étape de dématérialisation des registres dura 6 mois et coûta plus de 3,5 millions de francs. Elle permit de sauvegarder les documents originaux et d'améliorer la recherche des informations contenues dans ces registres.

### Tendances
La mobilité est un axe de développement et de différenciation pour les éditeurs de gestion de contenu. Les premières solutions de gestion de contenu sur mobile sont apparues en 2009.
Les solutions de gestion de contenu intègrent de plus en plus de fonctionnalités collaboratives, comme la possibilité de créer des communautés et d'échanger des informations et documents. Le développement de conseil d'administration sans papier en figure un intéressant exemple en entreprise.
Représentant encore une part minime du marché, les solutions open source de gestion de contenu gagnent du terrain. Les éditeurs open source enregistrent des taux de croissance cinq fois plus élevés que les éditeurs propriétaires.[réf. souhaitée]
On observe également de nouvelles tendances notamment dans le domaine des SaaS (Logiciels en tant que Services) avec l'apparition de solutions plus spécifiques telles que les logiciels de collecte de documents.

## Organisation de la profession en France
L'APROGED, qui regroupait les éditeurs de GED en France a été mise en liquidation judiciaire le 2/10/2015.